# Przepoczwarczenie

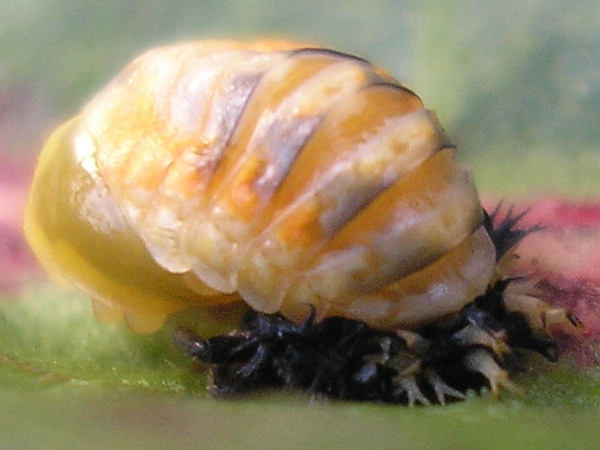
Larwa azjatyckiej biedronki Harmonia axyridis zrzucająca powłokę w trakcie przepoczwarczenia

Przepoczwarczenie, przepoczwarzenie  – faza rozwoju złożonego u owadów, występująca u owadów z przeobrażeniem zupełnym. Proces przeobrażenia larwy w poczwarkę. Forma przepoczwarzenie bywa uznawana za błędną, gdyż słowo miałoby pochodzić od poczwary, a nie od poczwarki, jest jednak spotykana w literaturze entomologicznej, podobnie jak forma przepoczwarczenie. Następuje zazwyczaj w ukryciu, często w osłaniającym oprzędzie.